# 和谐3D型电力机车

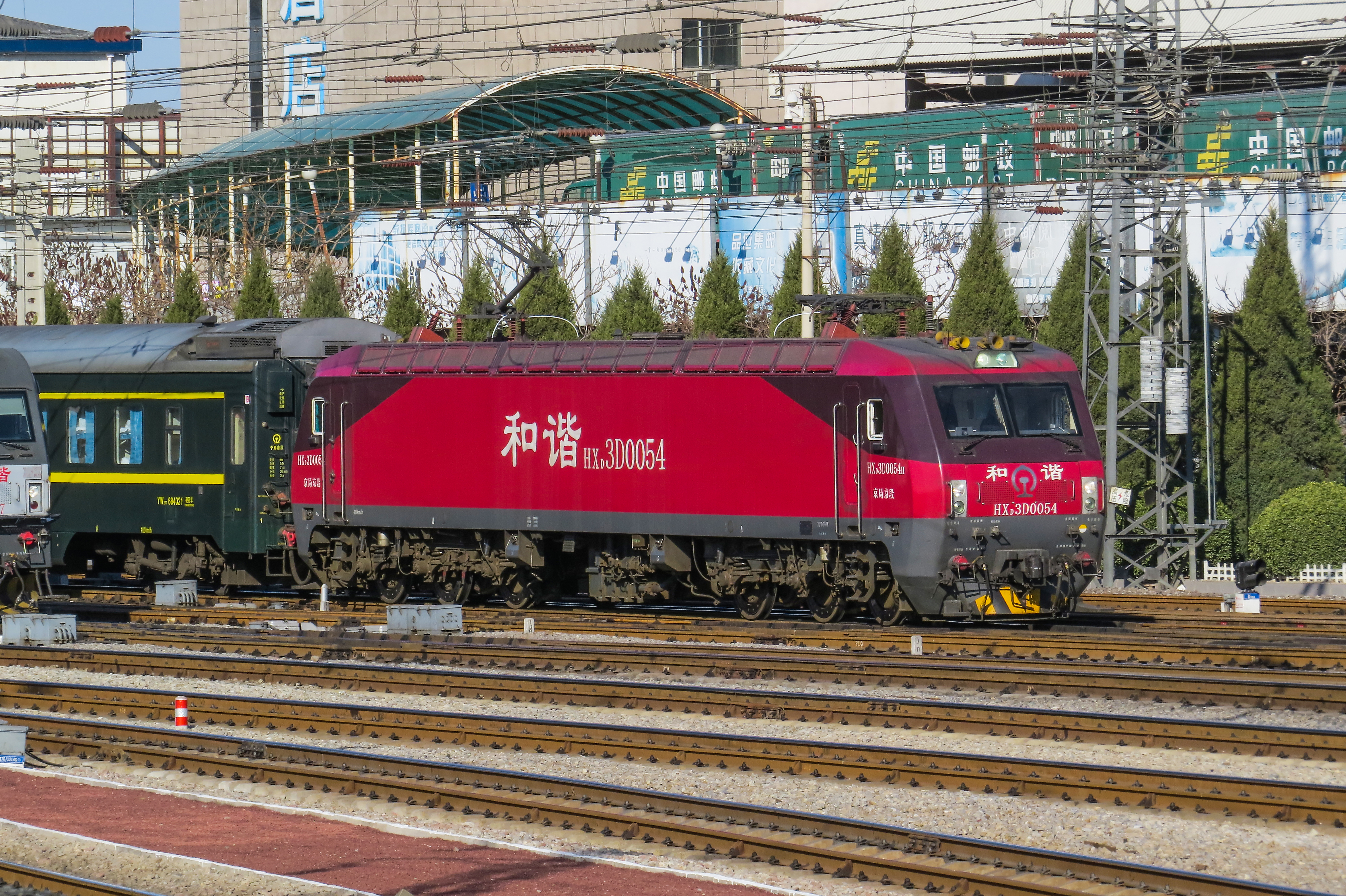
采用“红毛猩猩”涂装的第0054号和谐3D型电力机车牵引Z6次列车進入北京西站。

和谐3D型电力机车（HXD3D），是目前正在批量列装、用于中国铁路的交流电传动干线准高速客运电力机车车型，现时产量已逾700台，主要担当直达及特快列车的牵引任务。

## 概要
HXD3D型机车是交流电传动六轴干线客运电力机车，由中国北车集团大连机车车辆有限公司研发及生产，已于2013年批量生产。车型代号HXD3D（数字是生产厂商代号：3代表大连机车），一般称为“和谐”3D型电力机车（车辆编号HXD3Dxxxx）。总功率7200kw，最大运营速度160km/h。HXD3D型机车可缓解全路准高速机车运用的紧张状况，使得既有提速铁路线大量增开特快列车，填补中国内地交流传动大功率机车在准高速范围内实际运用的空白。
本型機車的牽引系統，由屬於龐巴迪TRAXX車系的和谐3B型电力机车衍生並改良而成（但核心技術仍由東芝公司提供），因此其磁勵音類似TRAXX車系中最新款的TRAXX 3客貨運混合動力機車（以電力驅動時），但牽引力、最高速度等技術指標均較TRAXX 3高；机车外观色彩与涂装设计由德国TRICON DESIGN AG 完成。在配備方面，本型機車使用DSA-200D型集電弓，與多數採用TSG-15或DSA-200的交流電機車不同；而牽引系統由中車永濟電機製造，採用東芝公司提供技術及部件。此外，機車控制系統介面（TCMS）亦採用東芝產品。

## 运用
据中国北车集团大连机车车辆有限公司和中国铁路总公司相关文件电报通知：由大连机车自主研发的HXD3D型准高速交流大功率电力客运机车，第一批次50台已完成生产任务，已于2013年9月15日正式配属沈阳铁路局沈阳机务段。两台实验机车实际配属在沈阳机务段。大连机车厂HXD3D0003橙色涂装在环铁实验结束后送至大同电力机车厂后改车号HXD3D8001，新补造HXD3D0003为全新量产红色涂装。HXD3D8001在北京环铁实验時，依然沿用大连机车厂的实验橙色涂装，只是8和1的两个数字有区别。

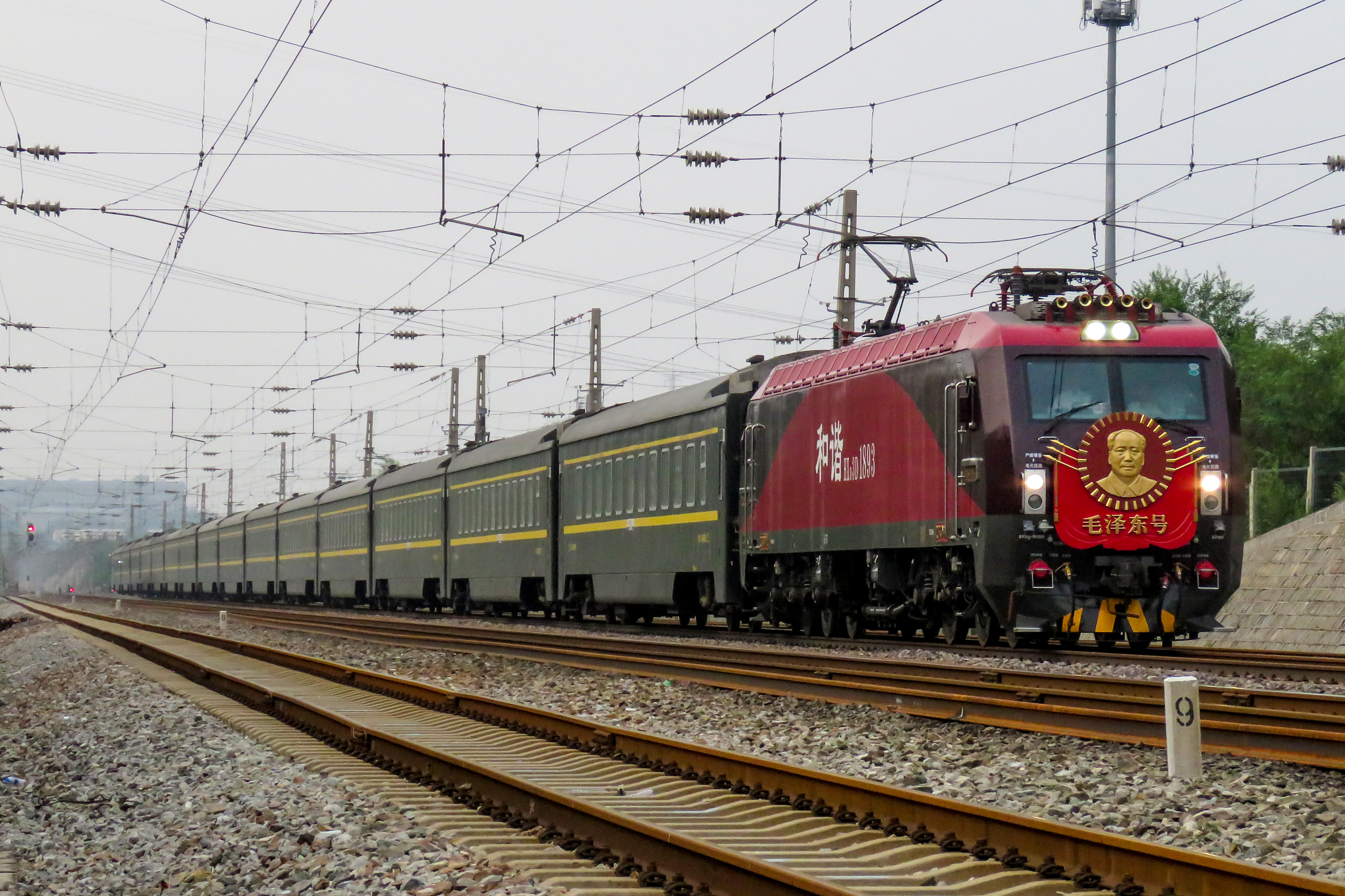
HXD3D型1893号（第六代“毛泽东号”机车）牵引由北京西至长沙的Z1次列车通过後呂村站，其车身涂装的栗色部分与其他量产型略有不同

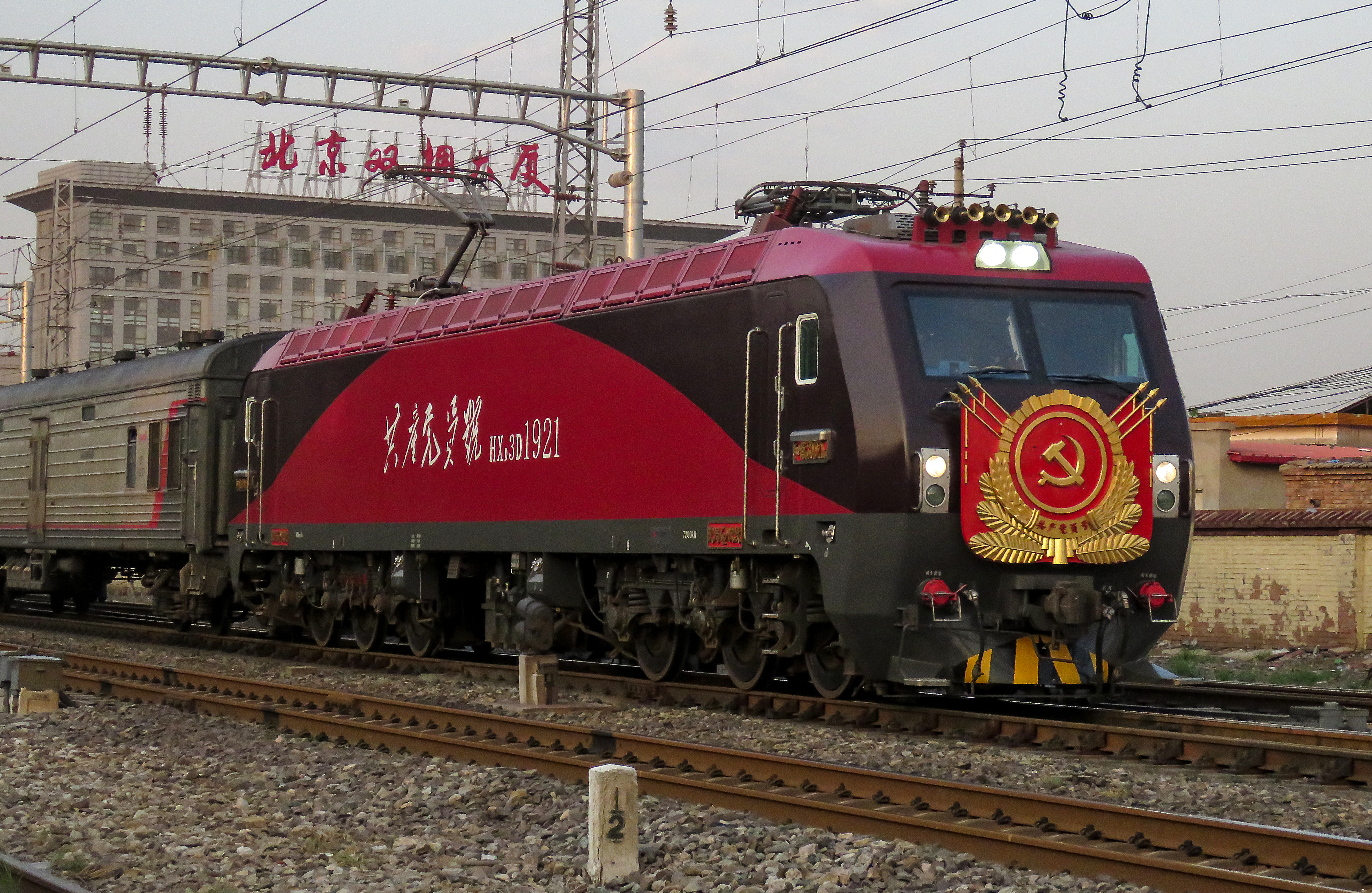
HXD3D型1921号“共产党员号”机车牵引K20次列车通过丰台南信号

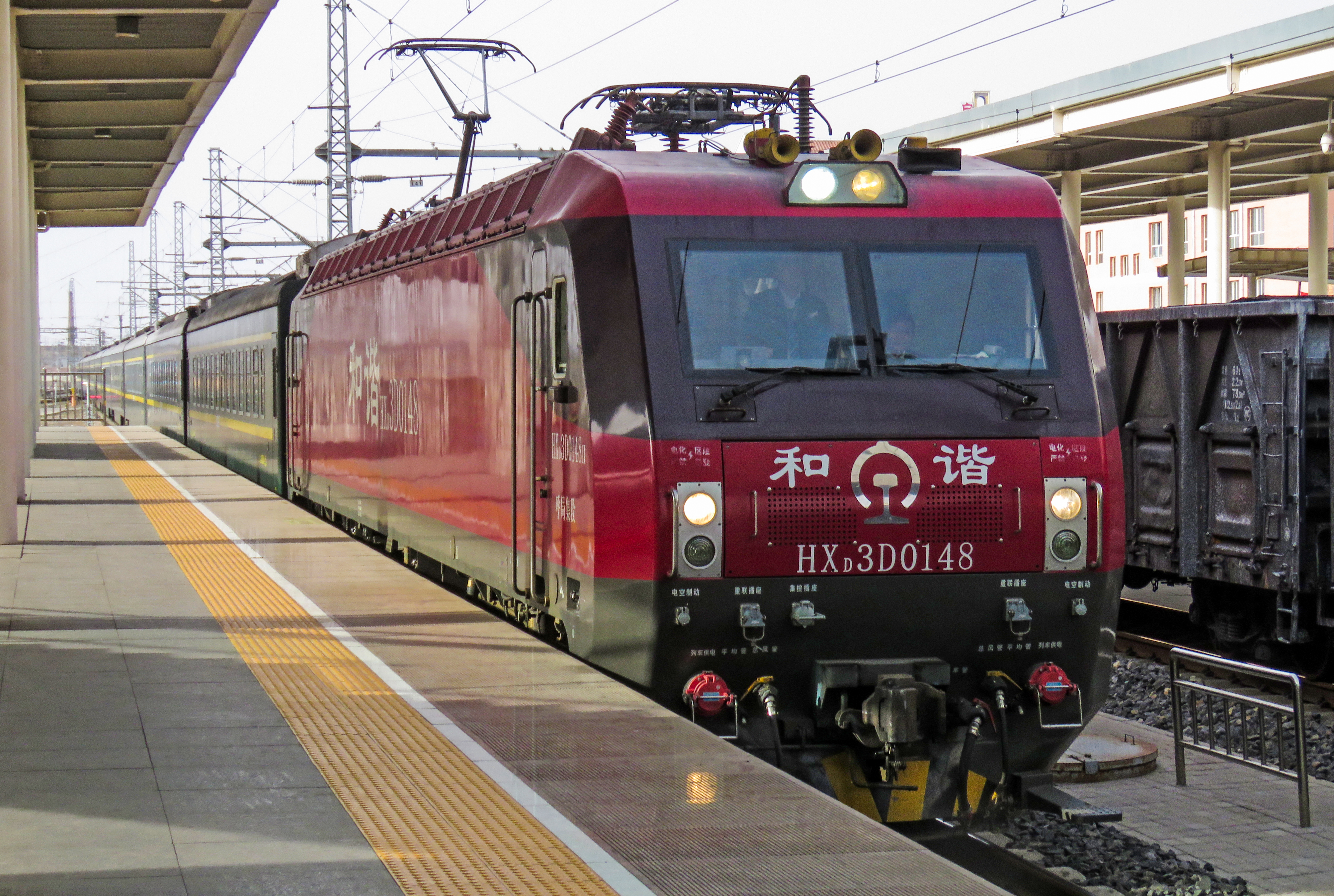
配属集宁机务段的HXD3D型0148号机车牵引Z318次列车进入集宁南站2站台

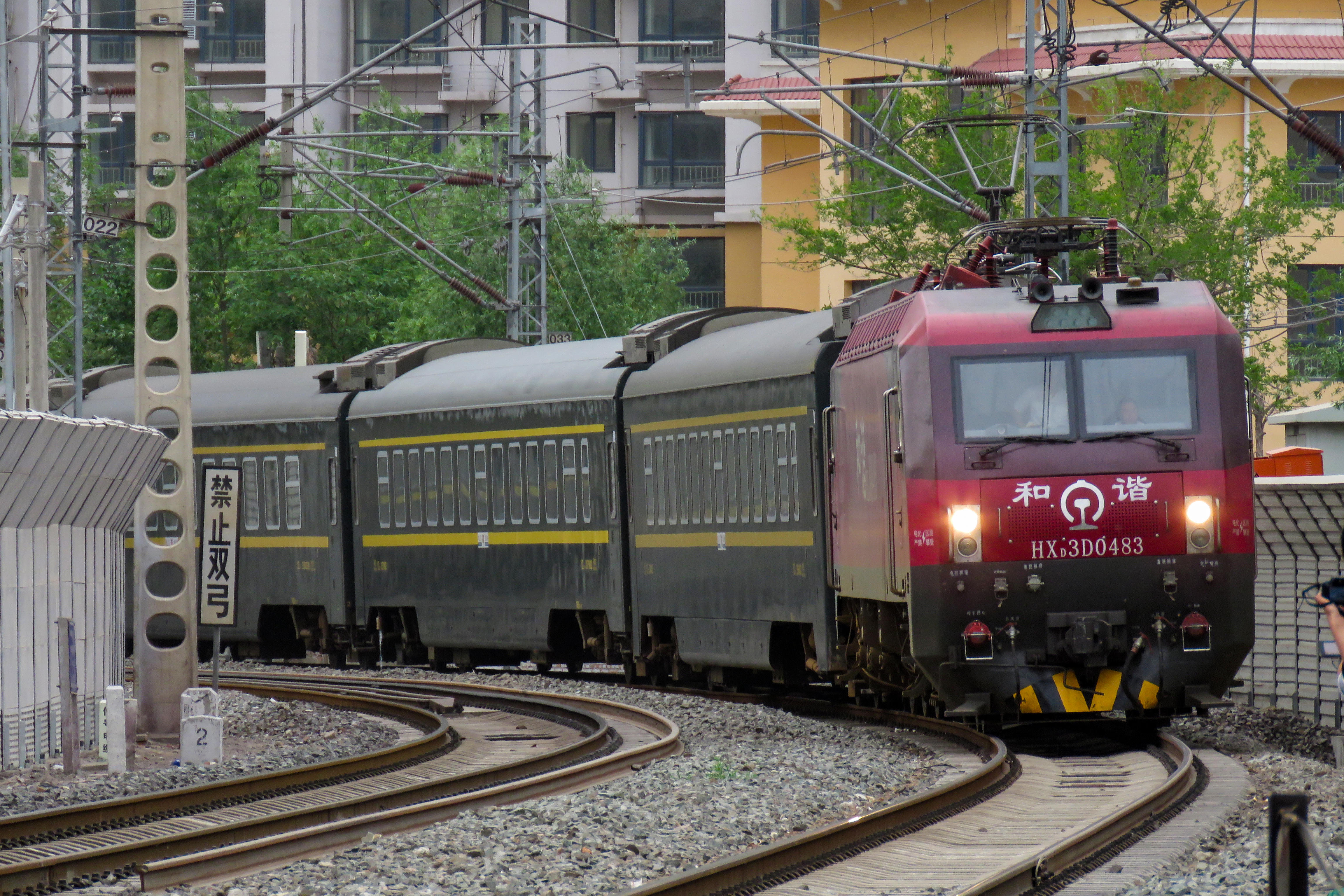
HXD3D型0483号机车牵引Z307次旅客列车经过京九铁路位于广安门外的手帕口道口

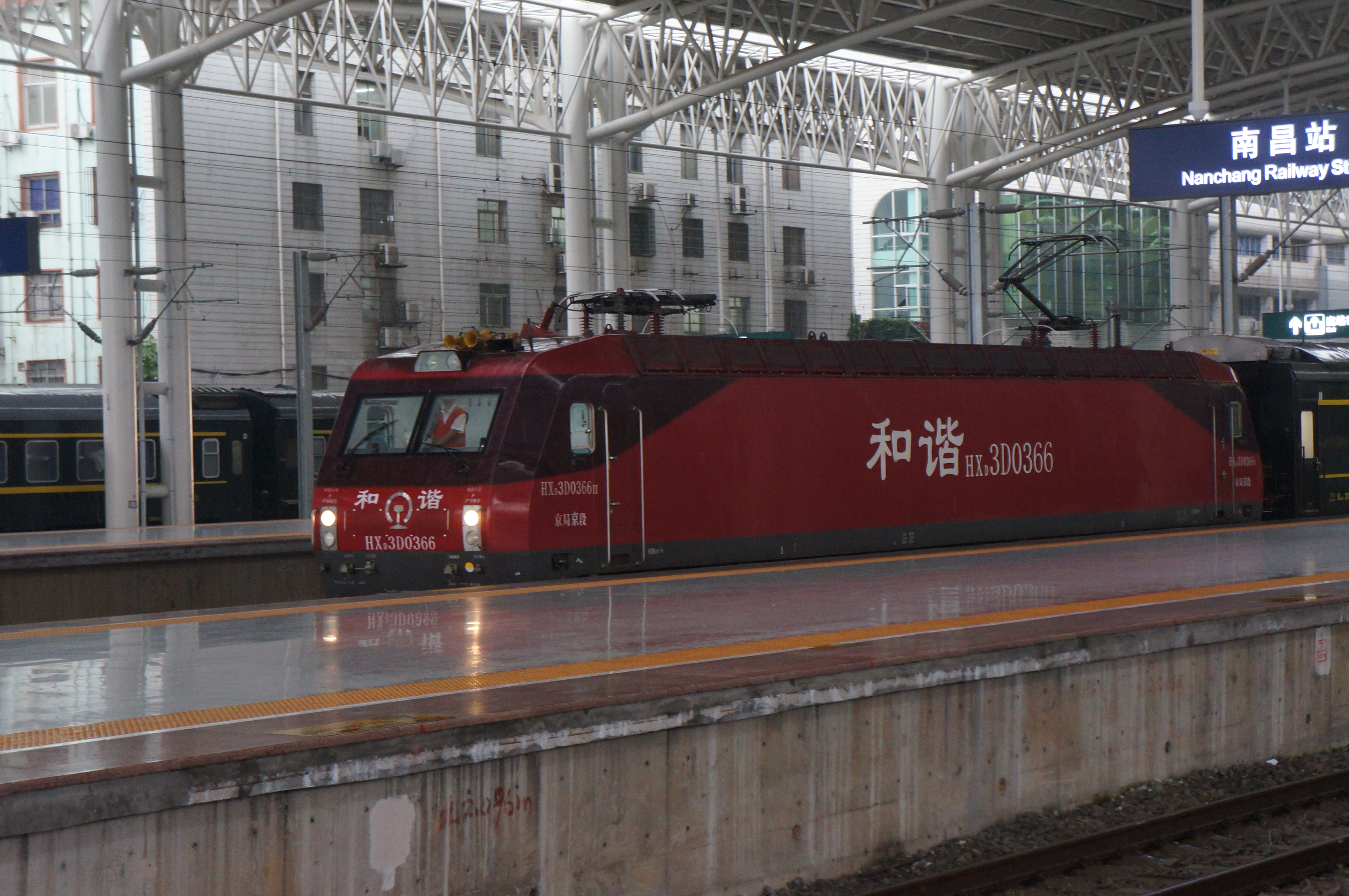
配属京局京段的HXD3D型0366号机车牵引K105次列车进入南昌站

第一批HXD3D于2014年1月13日在春运前夕投入使用，首批40台配属沈阳、西安、兰州铁路局。其后，北京铁路局、南昌铁路局、昆明铁路局、呼和浩特铁路局和济南铁路局也陆续开始配属该型机车。
在2014年7月1日的运行图调整中，京广、衡柳、柳南及京广、沪昆跨线机车交路贯通，和谐3D型电力机车开始执行超长交路。其中，北京西至昆明的T61/62次列车和T239/240次列车改用配属昆明机务段的HXD3D一机直达后即以3212公里的距离创下中国铁路机车单次运行里程之最，而南宁铁路局的4对进京普速列车（T5/6、T285/286、K21/22、K157/158）也由配属北京铁路局北京机务段的HXD3D型一机直通广西。此外，京九铁路部分旅客列车（如京福Z59/60次、京深Z107/108次）在南昌以北的交路也由南昌铁路局的HXD3D型担当。
HXD3D型主要用于牵引电气化铁路上运行的直达和特快旅客列车（含旅游列车），有时也会牵引使用25G型DC600V车体的快速列车（如K21/22次列车）。
2019年4月10日起，京局京段HXD3D亦开始担当京九直通车的本务机车。
除各大铁路局外，南宁局集团全资附属的广西沿海铁路股份有限公司（简称沿海公司）亦配属两台HXD3D，这两台机车于2015年4月开始担当北海-防城港城际特快列车的本务机车，成为HXD3D在华南的唯一用家。

## 配属
| 机车编号                     | 配属局段                                                   | 当次配属数量 | 累计配属数量/次数                                        |
| ---------------------------- | ---------------------------------------------------------- | ------------ | -------------------------------------------------------- |
| HXD3D - 0001 ～ HXD3D - 0010 | 沈局沈段（沈阳局集团沈阳机务段）                           | 10台         |                                                          |
| HXD3D - 0011 ～ HXD3D - 0025 | 西局西段（西安局集团西安机务段）                           | 15台         |                                                          |
| HXD3D - 0026 ～ HXD3D - 0040 | 兰局兰段（兰州局集团兰州西机务段）                         | 15台         | 0035已转配迎水桥机务段并命名为雷锋号0039济局济段共青团号 |
| HXD3D - 0041 ～ HXD3D - 0050 | 西局西段（西安局集团西安机务段）                           | 10台         |                                                          |
| HXD3D - 0051 ～ HXD3D - 0070 | 京局京段（北京局集团北京机务段）                           | 20台         |                                                          |
| HXD3D - 0071 ～ HXD3D - 0090 | 南局南段（南昌局集团南昌机务段）                           | 20台         |                                                          |
| HXD3D - 0091 ～ HXD3D - 0115 | 兰局兰段（兰州局集团兰州西机务段）                         | 25台         |                                                          |
| HXD3D - 0116 ～ HXD3D - 0135 | 昆局昆段（昆明局集团昆明机务段）                           | 20台         | 其中五輛曾於2018年3月前往廣州機車廠進行大修              |
| HXD3D - 0136 ～ HXD3D - 0145 | 京局京段（北京局集团北京机务段）                           | 10台         |                                                          |
| HXD3D - 0146 ～ HXD3D - 0150 | 呼局集段（呼和浩特局集团集宁机务段）                       | 5台          |                                                          |
| HXD3D - 0151 ～ HXD3D - 0155 | 沈局沈段（沈阳局集团沈阳机务段）                           | 5台          |                                                          |
| HXD3D - 0156 ～ HXD3D - 0160 | 南局南段（南昌局集团南昌机务段）                           | 5台          |                                                          |
| HXD3D - 0161 ～ HXD3D - 0165 | 京局京段（北京局集团北京机务段）                           | 5台          |                                                          |
| HXD3D - 0166 ～ HXD3D - 0170 | 西局西段（西安局集团西安机务段）                           | 5台          |                                                          |
| HXD3D - 0171 ～ HXD3D - 0180 | 兰局兰段（兰州局集团兰州西机务段）                         | 10台         |                                                          |
| HXD3D - 0181 ～ HXD3D - 0190 | 济局济段（济南局集团济南机务段）                           | 10台         |                                                          |
| HXD3D - 0191 ～ HXD3D - 0245 | 沈局沈段（沈阳局集团沈阳机务段）                           | 55台         |                                                          |
| HXD3D - 0246 ～ HXD3D - 0255 | 京局京段（北京局集团北京机务段）                           | 10台         |                                                          |
| HXD3D - 0256 ～ HXD3D - 0265 | 呼局集段（呼和浩特局集团集宁机务段）                       | 10台         |                                                          |
| HXD3D - 0266 ～ HXD3D - 0290 | 兰局兰段（兰州局集团兰州西机务段）                         | 25台         |                                                          |
| HXD3D - 0291 ～ HXD3D - 0300 | 沈局沈段（沈阳局集团沈阳机务段）                           | 10台         |                                                          |
| HXD3D - 0301 ～ HXD3D - 0310 | 济局济段（济南局集团济南机务段）                           | 10台         |                                                          |
| HXD3D - 0310 ～ HXD3D - 0315 | 昆局昆段（昆明局集团昆明机务段）                           | 5台          |                                                          |
| HXD3D - 0316 ～ HXD3D - 0320 | 南局南段（南昌局集团南昌机务段）                           | 5台          |                                                          |
| HXD3D - 0321 ～ HXD3D - 0322 | 呼局集段（呼和浩特局集团集宁机务段）                       | 2台          |                                                          |
| HXD3D - 0323 ～ HXD3D - 0325 | 京局京段（北京局集团北京机务段）                           | 3台          |                                                          |
| HXD3D - 0326 ～ HXD3D - 0333 | 西局西段（西安局集团西安机务段）                           | 8台          |                                                          |
| HXD3D - 0334 ～ HXD3D - 0340 | 西局安段（西安局集团安康机务段）                           | 7台          |                                                          |
| HXD3D - 0341 ～ HXD3D - 0355 | 沈局沈段（沈阳局集团沈阳机务段）                           | 5台          | 0346、0351已转配成局重段                                 |
| HXD3D - 0356 ～ HXD3D - 0365 | 西局安段（西安局集团安康机务段）                           | 10台         | 17台/2次配属                                             |
| HXD3D - 0366 ～ HXD3D - 0369 | 京局京段（北京局集团北京机务段）                           | 4台          |                                                          |
| HXD3D - 0370 ～ HXD3D - 0382 | 呼局集段（呼和浩特局集团集宁机务段）                       | 13台         |                                                          |
| HXD3D - 0383 ～ HXD3D - 0392 | 昆局昆段（昆明局集团昆明机务段）                           | 10台         |                                                          |
| HXD3D - 0393 ～ HXD3D - 0397 | 兰局兰段（兰州局集团兰州西机务段）                         | 5台          | 80台/5次配属                                             |
| HXD3D - 0398 ～ HXD3D - 0402 | 西局西段（西安局集团西安机务段）                           | 5台          |                                                          |
| HXD3D - 0403 ～ HXD3D - 0417 | 西局西段（西安局集团西安机务段）                           | 15台         |                                                          |
| HXD3D - 0418 ～ HXD3D - 0419 | 哈局牡段（哈尔滨局集团牡丹江机务段）                       | 2台          |                                                          |
| HXD3D - 0420 ～ HXD3D - 0424 | 京局京段（北京局集团北京机务段）                           | 5台          |                                                          |
| HXD3D - 0425 ～ HXD3D - 0429 | 呼局集段（呼和浩特局集团集宁机务段）                       | 5台          |                                                          |
| HXD3D - 0430 ～ HXD3D - 0433 | 哈局牡段（哈尔滨局集团牡丹江机务段）                       | 4台          |                                                          |
| HXD3D - 0434 ～ HXD3D - 0443 | 南局南段（南昌局集团南昌机务段）                           | 10台         |                                                          |
| HXD3D - 0444 ～ HXD3D - 0449 | 济局济段（济南局集团济南机务段）                           | 6台          |                                                          |
| HXD3D - 0450 ～ HXD3D - 0464 | 西局西段（西安局集团西安机务段）                           | 15台         |                                                          |
| HXD3D - 0465 ～ HXD3D - 0468 | 济局济段（济南局集团济南机务段）                           | 4台          |                                                          |
| HXD3D - 0469 ～ HXD3D - 0473 | 济局济段（济南局集团济南机务段）                           | 5台          |                                                          |
| HXD3D - 0474 ～ HXD3D - 0479 | 昆局昆段（昆明局集团昆明机务段）                           | 6台          |                                                          |
| HXD3D - 0480 ～ HXD3D - 0484 | 南局南段（南昌局集团南昌机务段）                           | 5台          | 45台/5次配属                                             |
| HXD3D - 0485 ～ HXD3D - 0489 | 西局西段（西安局集团西安机务段）                           | 5台          |                                                          |
| HXD3D - 0490 ～ HXD3D - 0499 | 京局京段（北京局集团北京机务段）                           | 10台         |                                                          |
| HXD3D - 0500 ～ HXD3D - 0503 | 哈局牡段（哈尔滨局集团牡丹江机务段）                       | 4台          | 10台/3次配属                                             |
| HXD3D - 0504 ～ HXD3D - 0518 | 沈局沈段（沈阳局集团沈阳机务段）                           | 15台         | 0515已转配成局重段                                       |
| HXD3D - 0519 ～ HXD3D - 0528 | 西局西段（西安局集团西安机务段）                           | 10台         |                                                          |
| HXD3D - 0529 ～ HXD3D - 0538 | 京局京段（北京局集团北京机务段）                           | 10台         | 77台/9次配属                                             |
| HXD3D - 0539 ～ HXD3D - 0541 | 呼局集段（呼和浩特局集团集宁机务段）                       | 3台          | 38台/6次配属                                             |
| HXD3D - 0542 ～ HXD3D - 0553 | 西局西段（西安局集团西安机务段）                           | 12台         | 100台/10次配属                                           |
| HXD3D - 0554 ～ HXD3D - 0563 | 济局济段（济南局集团济南机务段）                           | 10台         |                                                          |
| HXD3D - 0564 ～ HXD3D - 0568 | 昆局昆段（昆明局集团昆明机务段）                           | 5台          | 46台/5次配属                                             |
| HXD3D - 0569 ～ HXD3D - 0573 | 成局重段（成都局集团重庆机务段）                           | 5台          | 8台/2次配属                                              |
| HXD3D - 0574 ～ HXD3D - 0583 | 济局济段（济南局集团济南机务段）                           | 10台         | 55台/6次配属                                             |
| HXD3D - 0584                 | 沈局沈段（沈阳局集团沈阳机务段）                           | 1台          | 108台/7次配属                                            |
| HXD3D - 0585 ～ HXD3D - 0609 | 哈局三段（哈尔滨局集团三棵树机务段）                       | 25台         | 25台/1次配属                                             |
| HXD3D - 0610 ～ HXD3D - 0611 | 京局京段（北京局集团北京机务段）                           | 2台          |                                                          |
| HXD3D - 0612 ～ HXD3D - 0621 | 南局南段（南昌局集团南昌机务段）                           | 10台         |                                                          |
| HXD3D - 0622 ～ HXD3D - 0626 | 南局南段（南昌局集团南昌机务段）                           | 5台          |                                                          |
| HXD3D - 0627 ～ HXD3D - 0629 | 哈局三段（哈尔滨局集团三棵树机务段）                       | 3台          |                                                          |
| HXD3D - 0630                 | 哈局哈段（哈尔滨局集团哈尔滨机务段）                       | 1台          |                                                          |
| HXD3D - 0631                 | 西局西段（西安局集团西安机务段）                           | 1台          | 1台/1次配属，第五代“钢人铁马号”                          |
| HXD3D - 0632 ～ HXD3D - 0653 | 沈局沈段（沈阳局集团沈阳机务段）                           | 22台         |                                                          |
| HXD3D - 0654 ～ HXD3D - 0673 | 沈局沈段（沈阳局集团沈阳机务段）                           | 20台         |                                                          |
| HXD3D - 0674 ～ HXD3D - 0681 | 沈局沈段（沈阳局集团沈阳机务段）                           | 8台          |                                                          |
| HXD3D - 0682 ～ HXD3D - 0688 | 兰局兰段（兰州局集团兰州西机务段）                         | 7台          |                                                          |
| HXD3D - 1886                 | 哈局哈段（哈爾濱局集团哈爾濱機務段）                       | 1台          | 1台/1次配属，第五代「朱德號」                            |
| HXD3D - 1893                 | 京局丰段（北京局集团丰台机务段）                           | 1台          | 1台/1次配属，第六代“毛泽东号”                            |
| HXD3D - 1921                 | 沈局沈段（沈阳局集团沈阳机务段）                           | 1台          | 1台/1次配属，“共产党员号”                                |
| HXD3D - 7001 ～ HXD3D - 7002 | 沿海公司（南寧局集团屬下广西沿海铁路公司南宁南机务运用段） | 2台          | 2台/1次配属                                              |
| HXD3D - 7003                 | 吉林铁道职业技术学院                                       | 1台          |                                                          |
| HXD3D - 8001 ～ HXD3D - 8025 | 沈局沈段（沈阳局集团沈阳机务段）                           | 25台         | 133台/8次配属（大同厂制造）                              |
| HXD3D - 8026 ～ HXD3D - 8028 | 太局太段（太原局集团南太原机务段）                         | 3台          | 3台/1次配属（大同厂制造）                                |

## 机车命名
所有已命名機車均掛上一個紅底金邊（由長方形底板加上圖案圓板）的牌號（不包括雷鋒號、共青團號），而配屬局牌號則改用中易隸書（而非以往韶山系列電力機車的仿宋體）。毛泽东号、朱德号、共产党员号机车的两端司机室上方亦各装有一台石家庄国祥运输设备制造的顶置空调机组。
- 编号为HXD3D-1893的机车于2014年12月被命名为“毛泽东号”，同时交付北京铁路局丰台机务段使用，是第六代毛泽东号机车，2024年1月10日前每隔三天担当北京-长沙T1/2次列车（2016年5月15日改为北京西-长沙Z1/2次列车）的本务机车，现牵引北京丰台-邯郸K7709/7710次列车。而之前的五台毛泽东号机车先后为JF1-304、DF4-0002、DF4B-1893、DF4D-1893、HXD3B-1893，且全部由大连机车车辆（含原沙河口工场）制造。[15]
- 编号为HXD3D-1921的机车被命名为“共产党员号”（而配屬北京鐵路局北京機務段的SS8-0071「黨員號」機車則摘牌並永久取消命名），2016年4月29日从大连出厂，附挂SS9-0008号机车牵引大连至舒兰的K7375次列车至沈阳，交付沈阳铁路局沈阳机务段。该机车自2019年1月17日起牵引往來中俄K19/20次列车的北京-哈尔滨段，后改为牵引K53/54次列车。車身上印有毛澤東草書字體「共产党员号」，而非中易隸書「和諧」字樣。
- 编号为HXD3D-0035的机车于2017年3月3日由兰州铁路局兰州西机务段转配至迎水桥机务段，并命名为“雷锋号”，取代原有的“雷锋号”SS3B-5035。[16]車頭並無掛上標準牌號，僅安裝鍍金行書字體「雷鋒號」，並在路徽上裝上其頭像。2023年10月12日开始隔日担当银川至北京西Z275/278、Z277/276次列车的牵引任务。
- 编号为HXD3D-0631的机车于2017年6月交付西安铁路局西安机务段使用，并命名为第五代“钢人铁马号”，取代原有的第四代“钢人铁马号”SS7D-0631[17]。
- 编号为HXD3D-1886的机车于2017年9月1日被命名为“朱德号”，并交付哈尔滨铁路局哈尔滨机务段，成为第五代朱德号机车，取代原有的第四代「朱德號」SS4-1886。[18]車身上印有中易隸書「朱德号」，而非「和諧」字樣；氣笛後方裝有鍍金板；而駕駛室內亦裝有「敢挑重担，勇当先锋」口號字句。

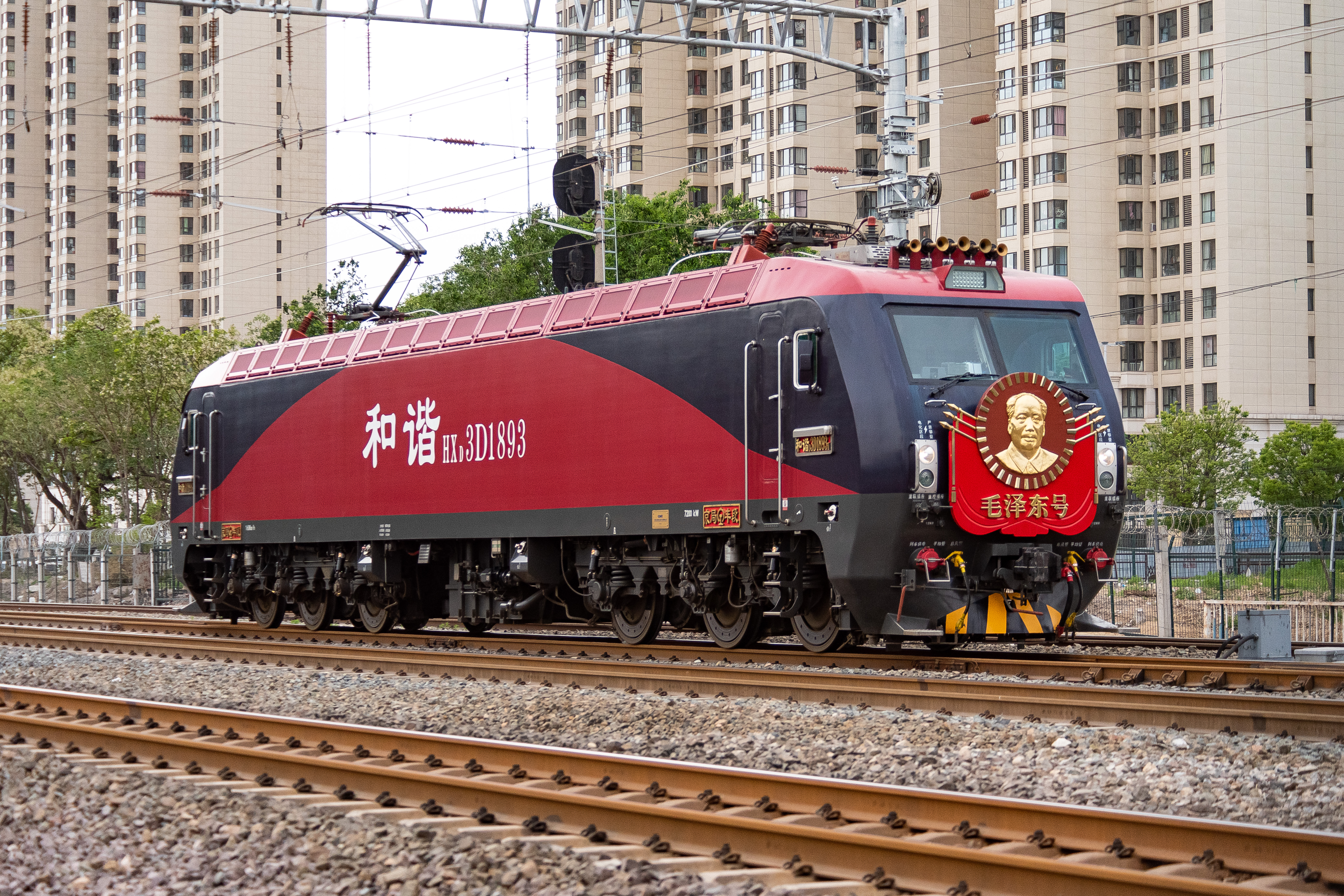
配属京局丰段的HXD3D-1893号机车（毛泽东号）
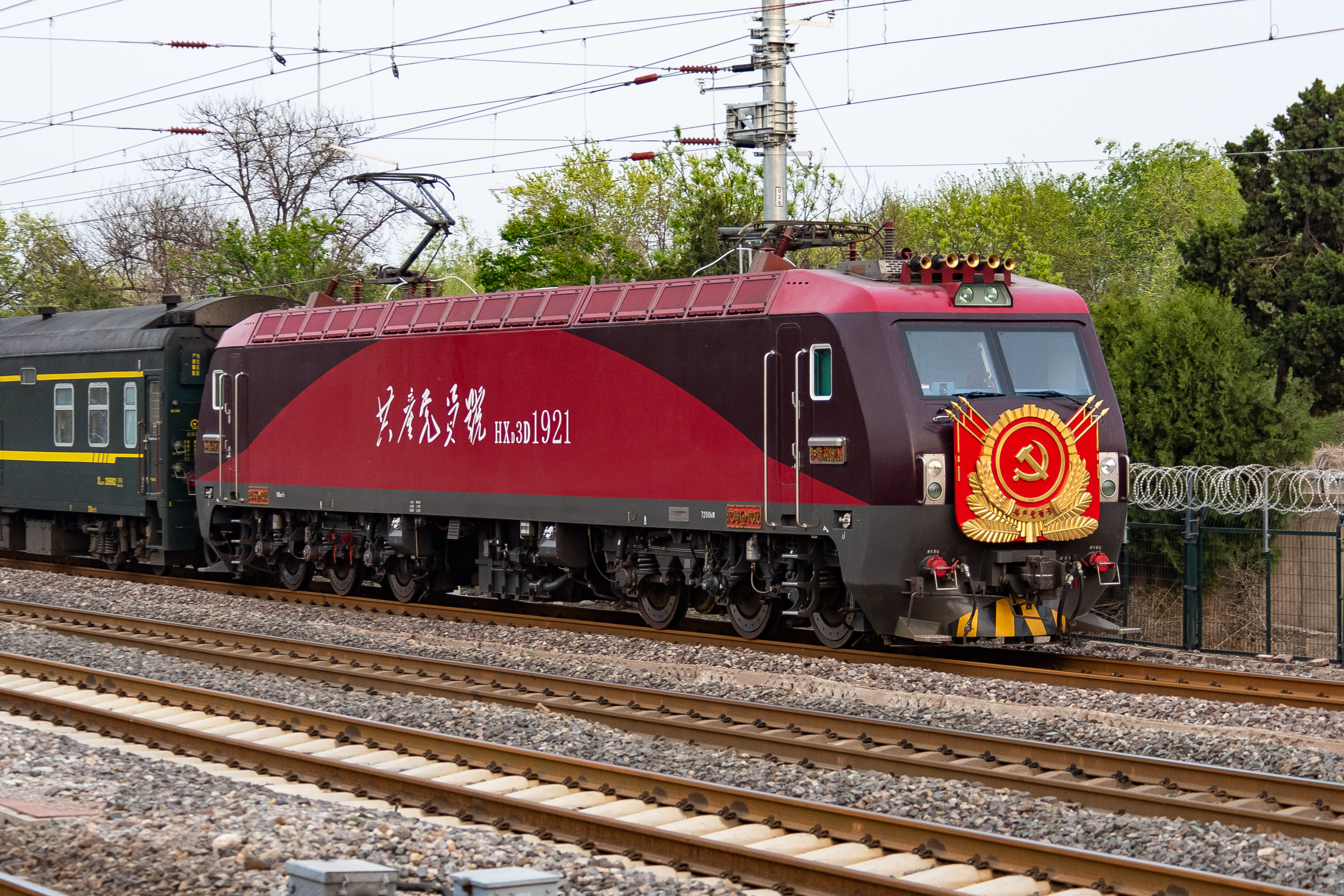
配属沈局沈段的HXD3D-1921号机车（共产党员号）
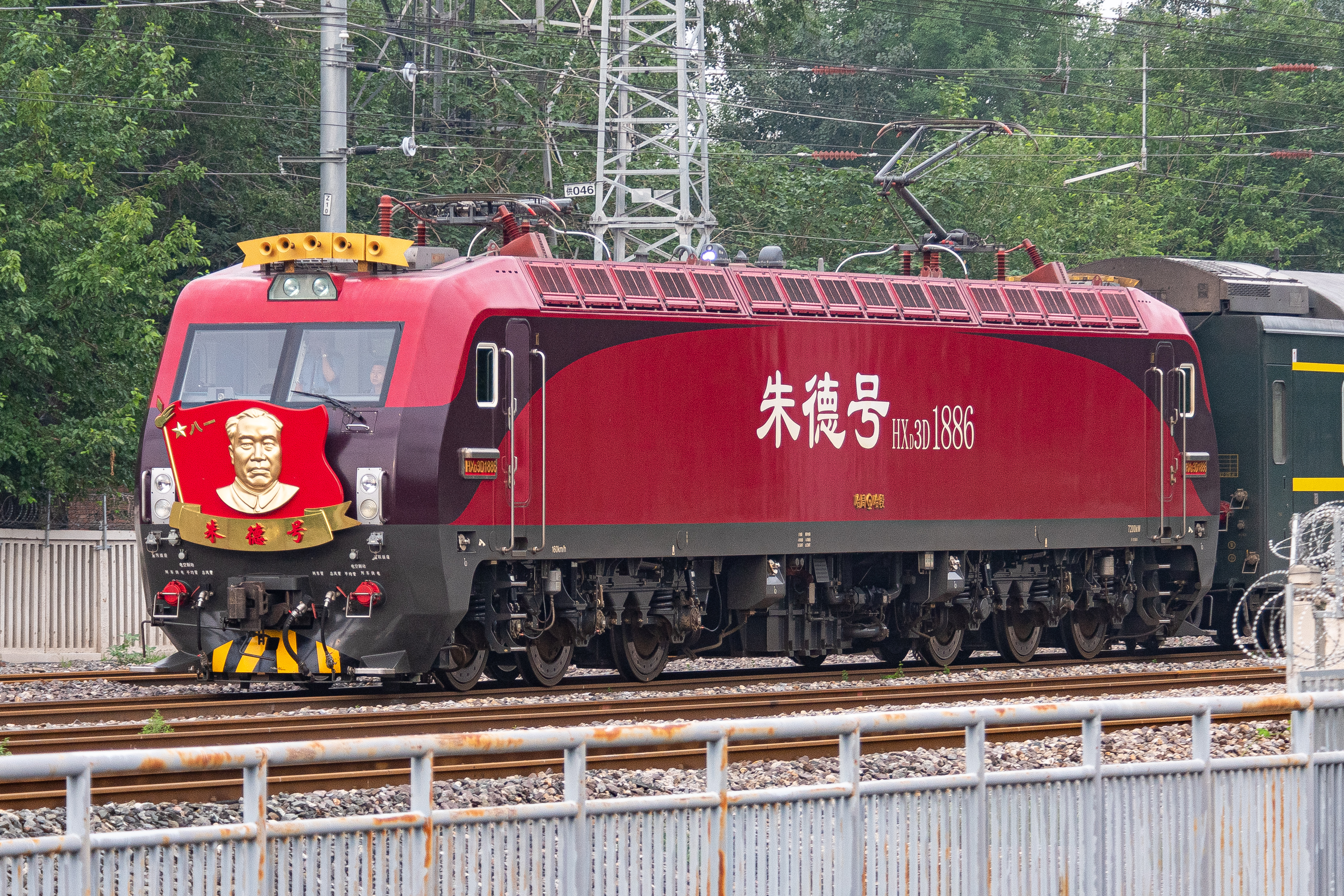
配属哈局哈段的HXD3D-1886号机车（朱德号）
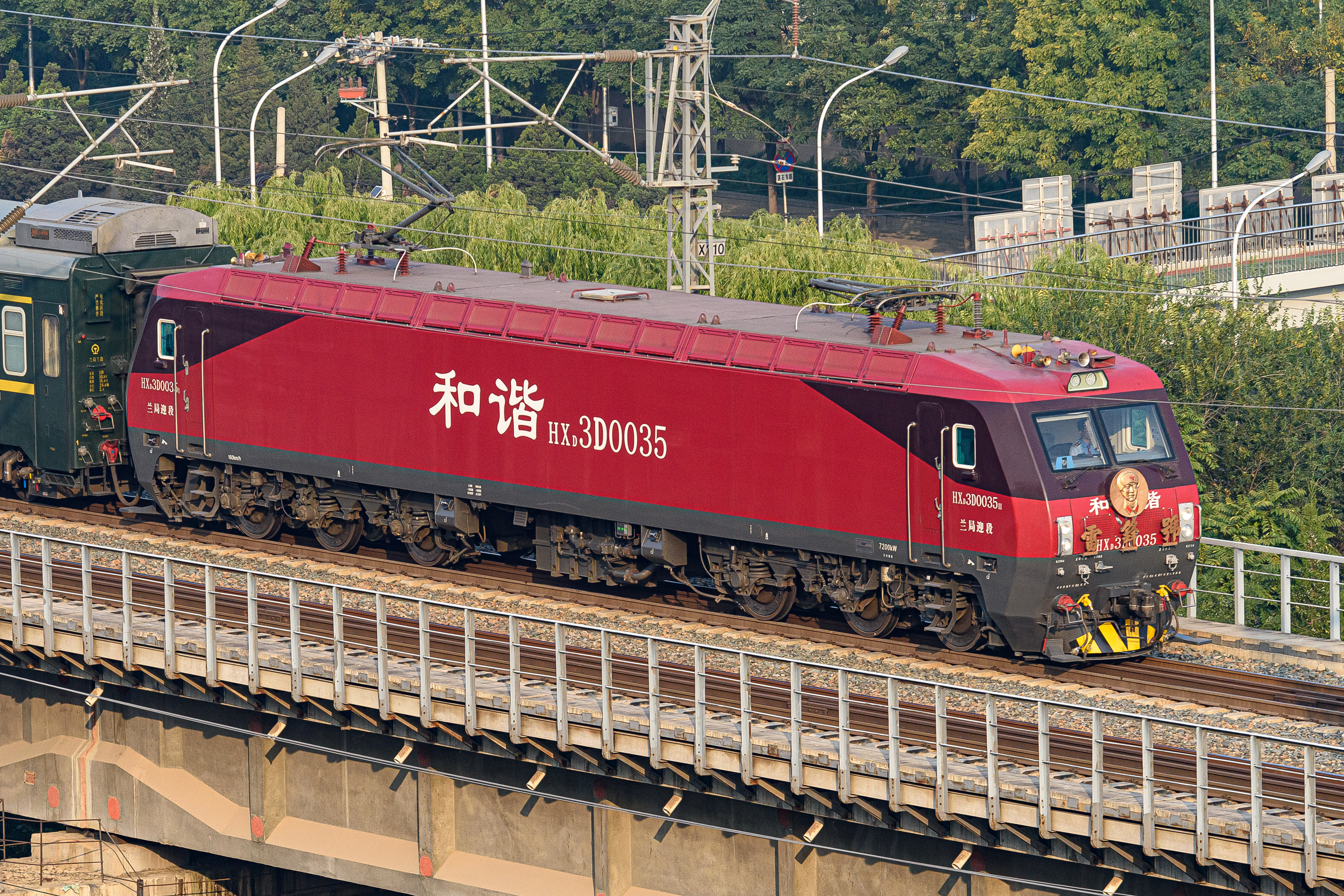
配属兰局迎段的HXD3D-0035号机车（雷锋号）
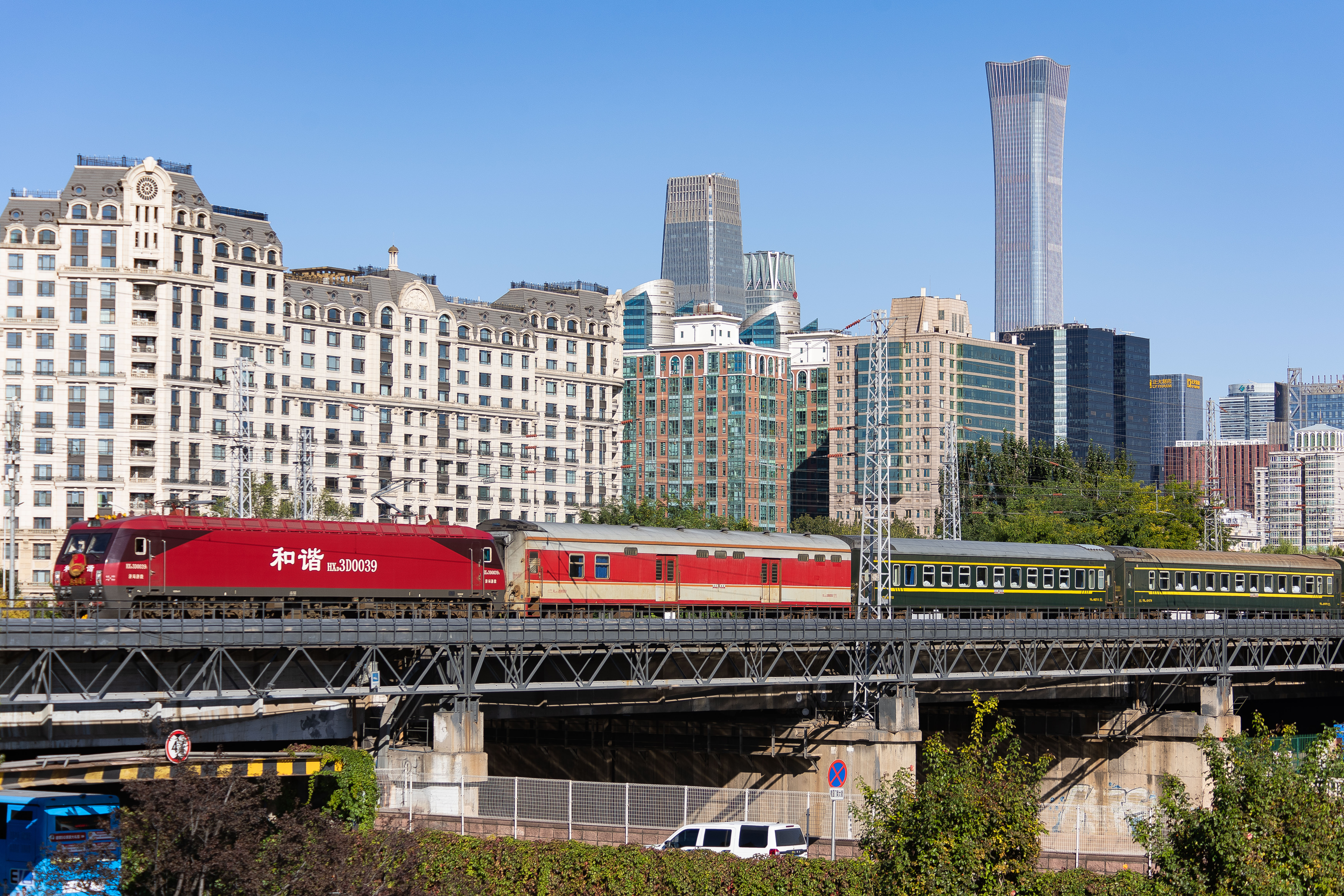
配属济局济段的HXD3D-0039号机车（共青团号）

## 事故

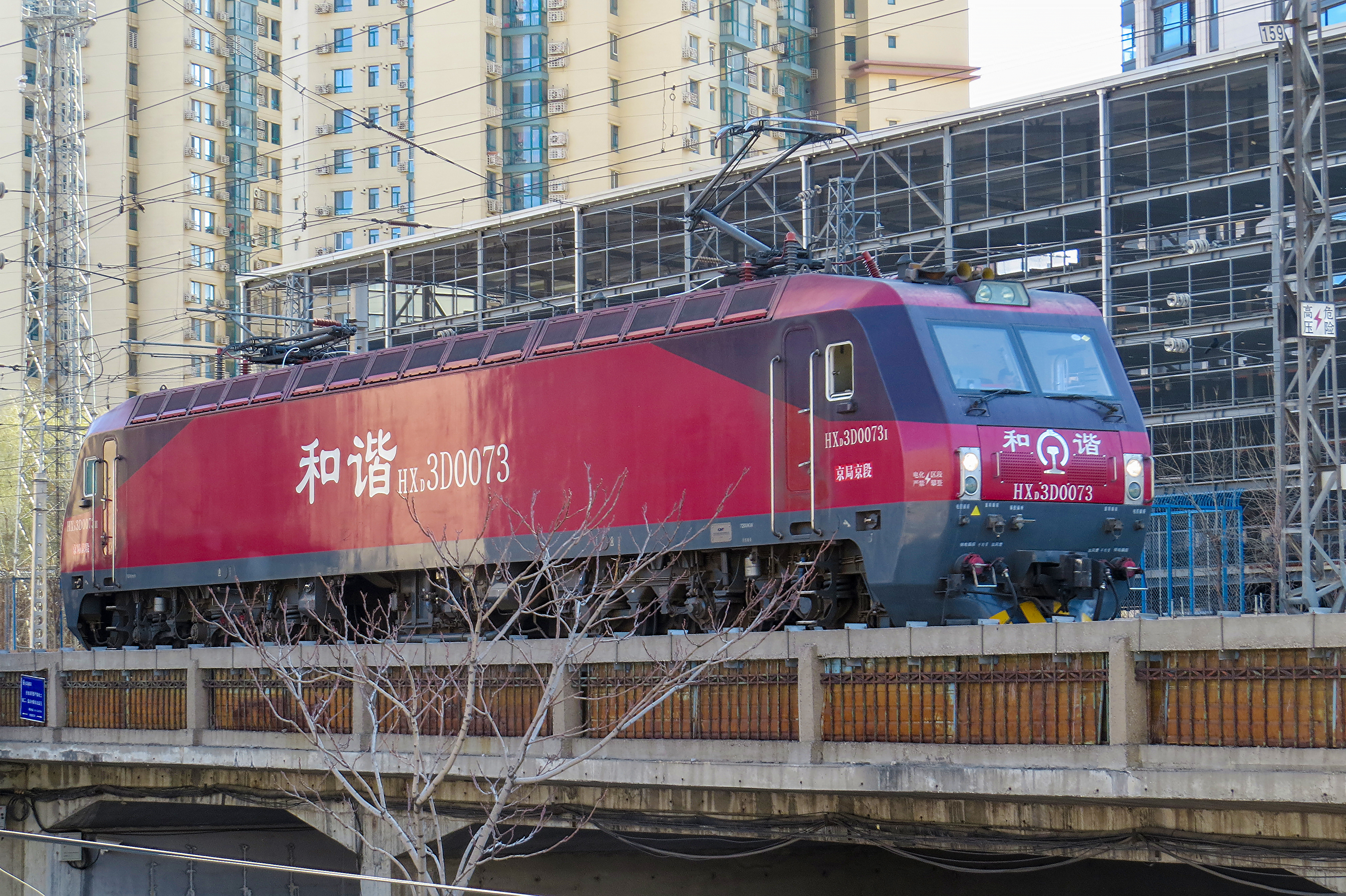
修复后的HXD3D-0073在北京会城门铁路桥

- 2015年9月22日晚8时35分许，南昌铁路局南昌机务段的和谐3D型0073号机车在厦门文屏路附近的厦门机务折返点内进行整备作业，地勤司机撤除机车防溜铁鞋和解除机车弹停制动后，机车向后发生溜逸，地勤司机下车放置防溜铁鞋被撞下钢轨，其后上车推主手柄，试图将机车前移制止溜逸，并采取紧急制动，但机车未能制动，继续溜逸走行76米以10km/h速度撞上尽头端土挡，并将土挡连接的围墙顶破，构成铁路交通一般D类事故（D1），事故未造成人员受伤。[19]该机车修复后于2016年11月与南昌机务段的另外9台HXD3D一同转配至北京铁路局北京机务段。

## 同级产品
- HXD1D型电力机车